# Лоренц Ассіньйон
Лоренц Ассіньйон (фр. Lorenz Assignon, нар. 22 червня 2000, Грасс) — французький футболіст, захисник німецького клубу «Штутгарт».
Виступав, зокрема, за клуби «Ренн 2» та «Бастія».

## Ігрова кар'єра
Народився 22 червня 2000 року в місті Грасс. Вихованець футбольної школи клубу «Ренн».
У дорослому футболі дебютував 2018 року виступами за команду «Ренн 2», у якій провів три сезони, взявши участь у 21 матчі чемпіонату. 
Своєю грою за цю команду привернув увагу представників тренерського штабу клубу «Бастія», до складу якого приєднався 2021 року на правах оренди.
До складу головної команди клубу «Ренн» приєднався 2021 року. Станом на 25 серпня 2022 року відіграв за команду з Ренна 20 матчів в національному чемпіонаті.
Другу половину сезону 2023/24 Ассіньйон провів в оренді в англійському «Бернлі».
В червні 2025 року футболіст перейшов до німецького «Штутгарта», підписавши з клубом чотирирічний контракт.

## Статистика виступів

### Статистика клубних виступів
| Сезон             | Команда           | Чемпіонат         | Чемпіонат | Чемпіонат | Національний кубок | Національний кубок | Національний кубок | Континентальні кубки | Континентальні кубки | Континентальні кубки | Інші змагання | Інші змагання | Інші змагання | Усього | Усього |
| Сезон             | Команда           | Ліга              | Ігор      | Голів     | Ліга               | Ігор               | Голів              | Ліга                 | Ігор                 | Голів                | Ліга          | Ігор          | Голів         | Ігор   | Голів  |
| ----------------- | ----------------- | ----------------- | --------- | --------- | ------------------ | ------------------ | ------------------ | -------------------- | -------------------- | -------------------- | ------------- | ------------- | ------------- | ------ | ------ |
| 2018–19           | «Ренн 2»          | CFA2              | 2         | 0         |                    | -                  | -                  |                      | -                    | -                    |               | -             | -             | 2      | 0      |
| 2019–20           | «Ренн 2»          | CFA2              | 16        | 2         |                    | -                  | -                  |                      | -                    | -                    |               | -             | -             | 16     | 2      |
| 2020–21           | «Ренн 2»          | CFA2              | 3         | 0         |                    | -                  | -                  |                      | -                    | -                    |               | -             | -             | 3      | 0      |
| 2020–21           | «Бастія»          | N                 | 13        | 1         | КФ                 | 0                  | 0                  |                      | -                    | -                    |               | -             | -             | 13     | 1      |
| 2021–22           | «Ренн»            | Л1                | 4         | 0         | КФ                 | 0                  | 0                  | ЛК                   | 4                    | 0                    |               | -             | -             | 8      | 0      |
| Усього за кар'єру | Усього за кар'єру | Усього за кар'єру | 38        | 3         |                    | 0                  | 0                  |                      | 4                    | 0                    |               | -             | -             | 42     | 3      |